# Torske (Kramatorsk, Lyman)
Torske (ukrainisch Торське; russisch Торское Torskoje) ist ein Dorf im Norden der ukrainischen Oblast Donezk mit etwa 1600 Einwohnern (2001).

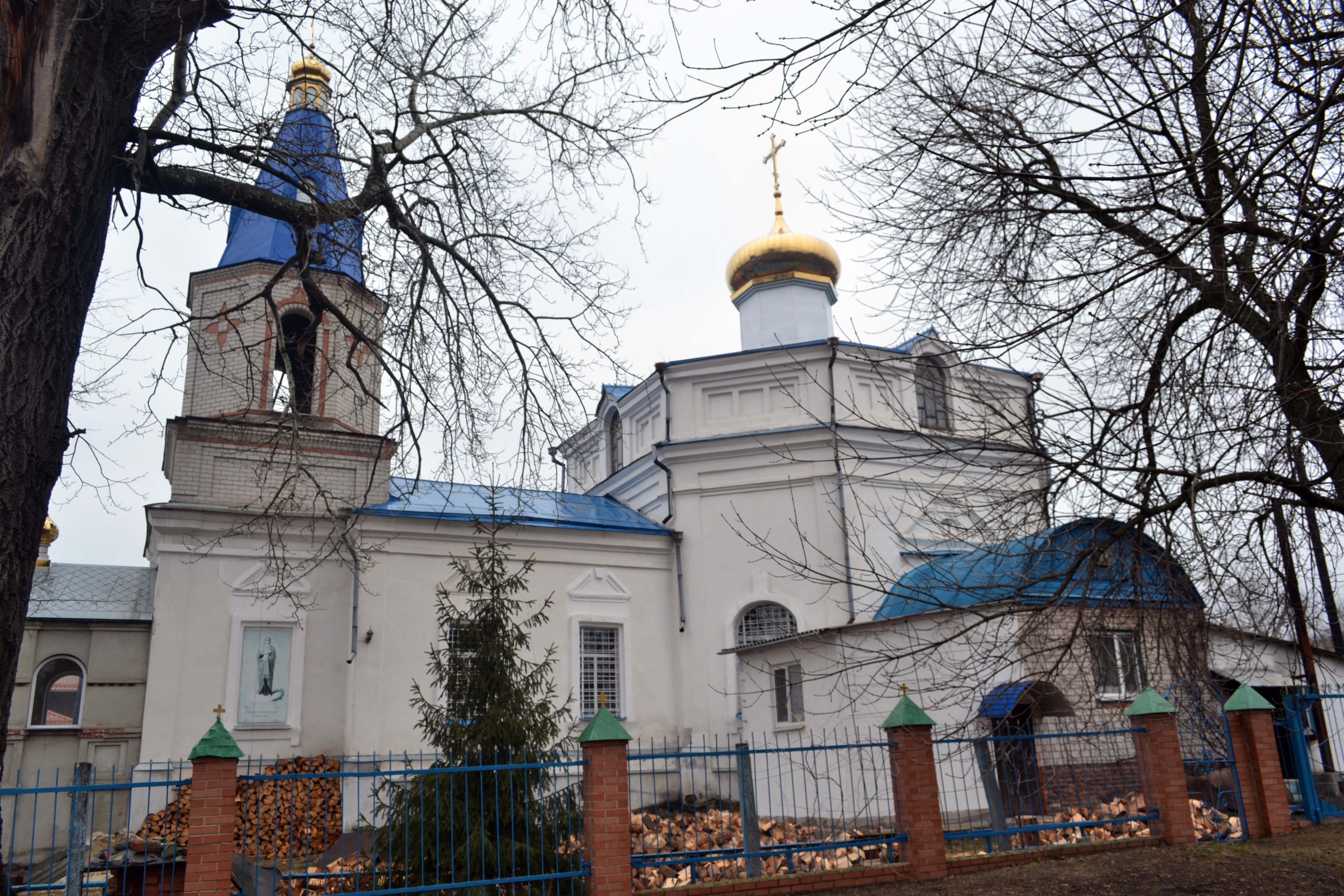
Orthodoxes Kirchengebäude in Torske

Die Ortschaft liegt auf einer Höhe von 69 m am Ufer des Scherebez (Жеребець), einem 88 km langen, linken Nebenfluss des Siwerskyj Donez gegenüber der Siedlung städtischen Typs Saritschne, 13 km östlich vom Gemeinde- und ehemaligen Rajonzentrum Lyman und 140 km nördlich vom Oblastzentrum Donezk.
Im Verlauf des Ukrainekrieges wurde der Ort am 20. April 2022 durch russische Truppen besetzt, im Zuge der Ukrainische Gegenoffensive in der Ostukraine kam der Ort am 2. Oktober 2022 wieder unter ukrainische Kontrolle.
Am 23. Juli 2015 wurde das Dorf ein Teil der Stadtgemeinde Lyman; bis dahin gehörte es zur Siedlungsratsgemeinde Kirowsk (seit 2016 Saritschne) im Osten des Rajons Lyman.
Seit dem 17. Juli 2020 ist es ein Teil des Rajons Kramatorsk.